# عامر منسول
عامر منسول مدرب كرة قدم ومحلل رياضي جزائري.

## بدايته
غادر عامر منسول الجزائر سنة 1994 باتجاه إيطاليا، حيث تلقى تكوينه كمدرب ثم غادر متوجها إلى الإمارات عام 2003، حيث تعاقد مع إدارة نادي الوصل الإماراتي للإشراف على فريق الأشبال ولمدة ثلاث مواسم متتالية، وتوج ببطولة الإمارات سنة 2005.
بعد ذلك تعاقد مع نادي الوحدة الرياضي للإشراف على فريق الأشبال الذي توج معه لمرتين بالمرتبة الثانية لبطولة الدوري ، وتثمينا لكفاءته وعمله المميز تم اختياره من طرف مجلس إدارة النادي للإشراف على الإدارة الفنية كمدير فني لمدارس كرة القدم ومراكز التكوين التابعة لنادي الوحدة داخل وخارج ابوظبي منذ 2010

## إنجازاته
حصل منسول على أعلى شهادات التدريب الاحترافي الأوروبية، فنال عام 1997 شهادة التدريب من الدرجة الثالثة، وشهادة التدريب ل الإتحاد الأوروبي بUEFA B عام 2001، شهادة التدريب للاتحاد الأوروبي أUEFA A عام 2003، قبل أن ينال الشهادة العليا PRO.UEFA(الماستر) للمدربين المحترفين ل الإتحاد الأوروبي خلال 2007.
ولم تبدأ إنجازات المدرب منسول من الإمارات، بل من البطولة الإيطالية
- - في موسم 1995/1994 فاز مع فريقه بول روزاريو بالبطولة الجهوية،
- -في عام 1997 استطاع تحقيق الصعود بالفريق الأول لنادي أديرنو المنتمي لبطولة شبه المحترفين.
- - انتقل منسول إلى فريق الكوس كاتانيا أين أشرف على مدرسة كرة القدم كمشرف فني قبل أن توكل إليه مهمة الإشراف على المنتخب الأول الذي شارك معه في بطولة أوروبا لمنتخبات الجامعات الأوروبية وبلغ معه الدور النهائي في دورة باريس موسم 2000/2001.

## التحليل الرياضي
يتقن عامر منسول اللغات الأربع : الإيطالية ، الفرنسية ، الإنجليزية ، والعربية. ويتميز بكفاءة عالية في التحليل الفني وقراءته الدقيقة في جزئيات تكتيك المباريات. وهو أحد محللي قناة بي إن الرياضية الإخبارية بالدوحة  للتحليل الفني في جميع بطولات كرة القدم.